# Kristy Heemskerk
 (juillet 2025).
Si vous disposez d'ouvrages ou d'articles de référence ou si vous connaissez des sites web de qualité traitant du thème abordé ici, merci de compléter l'article en donnant les références utiles à sa vérifiabilité et en les liant à la section « Notes et références ».
 Kristy Heemskerk est une joueuse canadienne de rugby à XV, née le 18 juillet 1981, de 1,76 m pour 76 kg, occupant le poste d'ailière à Waterloo County. 

## Palmarès
(au 20.01.2025)
- 14 sélections en Équipe du Canada de rugby à XV féminin[1]
- participation à la Coupe du monde féminine de rugby à XV 2006.
- demi-finaliste et quatrième de la Coupe du monde féminine de rugby à XV 2006.